# Трес (музичний інструмент)
Трес (ісп. tres, «три») — різновид гітари, що поширений на Кубі і Пуерто-Рико. Попри спільне походження й однакову назву, кубинський і пуерто-риканський треси мають значні відмінності. У ранніх версіях трес мав три струни; сучасний же кубинський варіант треса має шість згрупованих попарно струн, а пуерто-ріканський — дев'ять, згрупованих по троє. Трес має характерне, дещо металеве звучання. Грають на ньому за допомогою плектра. Музикантів, що грають на тресі, на Кубі називають «тресеро» (tresero), а у Пуерто-Рико — «тресіста» (tresista).

## Походження
На острови Карибського басейну під час колонізації іспанцями завезені різноманітні іспанські музичні інструменти. Одним з них була гітара, яка стала дуже популярною на островах і дала життя безлічі різновидів. Від іспанської шестиструнної гітари походять чотири карибських інструменти: рекінто, бордонуа, кватро і трес, кожен з яких має своє унікальне звучання завдяки місцевим матеріалам, що застосовувалися при виготовленні гітар, а також у зв'язку з іншим строєм латиноамериканських гітар у порівнянні з класичними.

## Кубинський трес

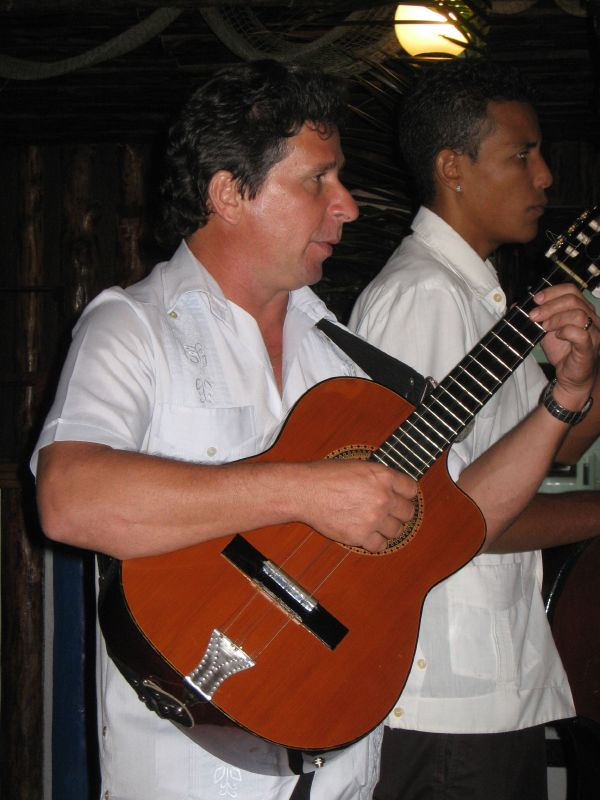
Гра на тресі

Трес, що вважається національним інструментом Куби, зберіг свою популярність до наших днів. Його легко відрізнити від класичної гітари завдяки трохи меншому розміру і вищому, дещо металевому звучанню. У ранніх версіях трес мав три одинарних струни, які настроювалися у ре мінорі: «D» («ре»), «F» («фа») та «A» («ля»). Сучасний трес має шість струн, настроєних попарно у до мажор: «G» («соль») в октаву, «C» («до») в унісон і «E» («мі») в октаву. Трес вважається одним з ключових інструментів кубинського сона.
На відміну від багатьох різновидів латиноамериканської гітари, що стали в наш час анахронізмами і використовуються лише фольклорними ансамблями, трес зберіг своє місце у сучасній латиноамериканській музиці. Ключова заслуга в цьому належить легендарному кубинському музиканту — Арсеніо Родрігесу, якому приписують, крім іншого, створення сучасного музичного ладу тресів. Саме завдяки йому трес сьогодні входить до складу багатьох ансамблів, які виконують сучасну латиноамериканську музику, зокрема — сальсу.

## Пуерто-Рико
Крім Куби трес поширений в Пуерто-Рико, проте там він має дещо іншу форму корпусу та 9 струн. Однак, трес в цій країні не такий популярний, як на Кубі, — через наявність в Пуерто-Рико власного варіанту гітари, який називається кватро.

## Відомі музиканти
Відомі виконавці на тресі:
- Фаустіно Орамас
- Альфредо Болонья
- Арсеніо Родрігес
- Панчо Амат
- Маріо Ернандес
- Папі Ов'єдо
- Сомпай Сегундо.